# Ballads & Blues 1982–1994
 (avril 2017).
Si vous disposez d'ouvrages ou d'articles de référence ou si vous connaissez des sites web de qualité traitant du thème abordé ici, merci de compléter l'article en donnant les références utiles à sa vérifiabilité et en les liant à la section « Notes et références ».
Albums de Gary Moore
Blues Alive
(1993) Blues For Greeny
(1995)
Ballads & Blues 1982–1994 est une compilation du guitariste et chanteur nord-irlandais Gary Moore.
Sorti en 1994, l'album comprend des ballades romantiques et des chansons blues que Moore a enregistré depuis 1982. Elle contient également trois morceaux inédits, dont l'une, "One Day" est reprise de l'album Around the Next Dream du groupe BBM, dont Gary Moore était membre. 

## Liste des titres
Toutes les chansons sont écrites et composées par Gary Moore, sauf annotation.
| 1.    | Always gonna love you                    | 3:55 |
| 2.    | Still got the blues                      | 4:10 |
| 3.    | Empty rooms (Moore, Neil Carter)         | 4:16 |
| 4.    | Parisienne walkways (Moore, Phil Lynott) | 6:48 |
| 5.    | One day                                  | 4:00 |
| 6.    | Separate ways                            | 4:54 |
| 7.    | Story of the blues                       | 6:39 |
| 8.    | Crying in the shadows                    | 5:00 |
| 9.    | With love (Remember)                     | 7:06 |
| 10.   | Midnight blues                           | 4:58 |
| 11.   | Falling in love with you                 | 4:06 |
| 12.   | Jumpin at shadows (Duster Bennett)       | 4:21 |
| 13.   | Blues for narada (Instrumental)          | 7:41 |
| 14.   | Johnny boy                               | 3:12 |
| 71:06 |                                          |      |

Note
Les titres nos 5, 9 et 13 sont des inédits (précédemment non publiés)